# Abacaelostus filicornis
Abacaelostus je rod kukaca kornjaša s jedinom vrstom Abacaelostus filicornis Straneo, 1952 koja pripa porodici trčaka (Carabidae) i preciznije klasificirana potporodici Pterostichinae, plemenu (tribusu) Cratocerini i podplemenu Drimostomatina.
Otkriven je 1952. u Africi na području strogog rezervata prirode planine Nimba.

## Vanjske poveznice
|  | Wikivrste imaju podatke o taksonu Abacaelostus |